# 코르넬리아 그레슬러
코르넬리아 그레슬러(독일어: Kornelia Gressler, 1970년 11월 9일 ~ )는 독일의 수영 선수이다. 그녀는 1985년 유럽 수영 선수권 대회 400m 혼계영과 100m 접영에서 금메달을 땄고 200m 접영에서 은메달을 땄다. 그녀는 1986년 세계 수영 선수권 대회에서 그 업적을 반복했다.